# Parafia św. Maternusa Biskupa i Męczennika w Lubomierzu
Parafia św. Maternusa Biskupa i Męczennika w Lubomierzu – parafia rzymskokatolicka w dekanacie lwóweckim w diecezji legnickiej. Od 10 stycznia 2024 do czerwca 2024  jej administratorem był  ks. mgr Erwin Jaworski. Od czerwca 2024 proboszczem parafii jest ks. mgr Marek Suchecki. Obsługiwana przez księży diecezjalnych. Erygowana 1 stycznia 1272. Kościół parafialny mieści się przy Placu Kościelnym.